# Piazza Antenore

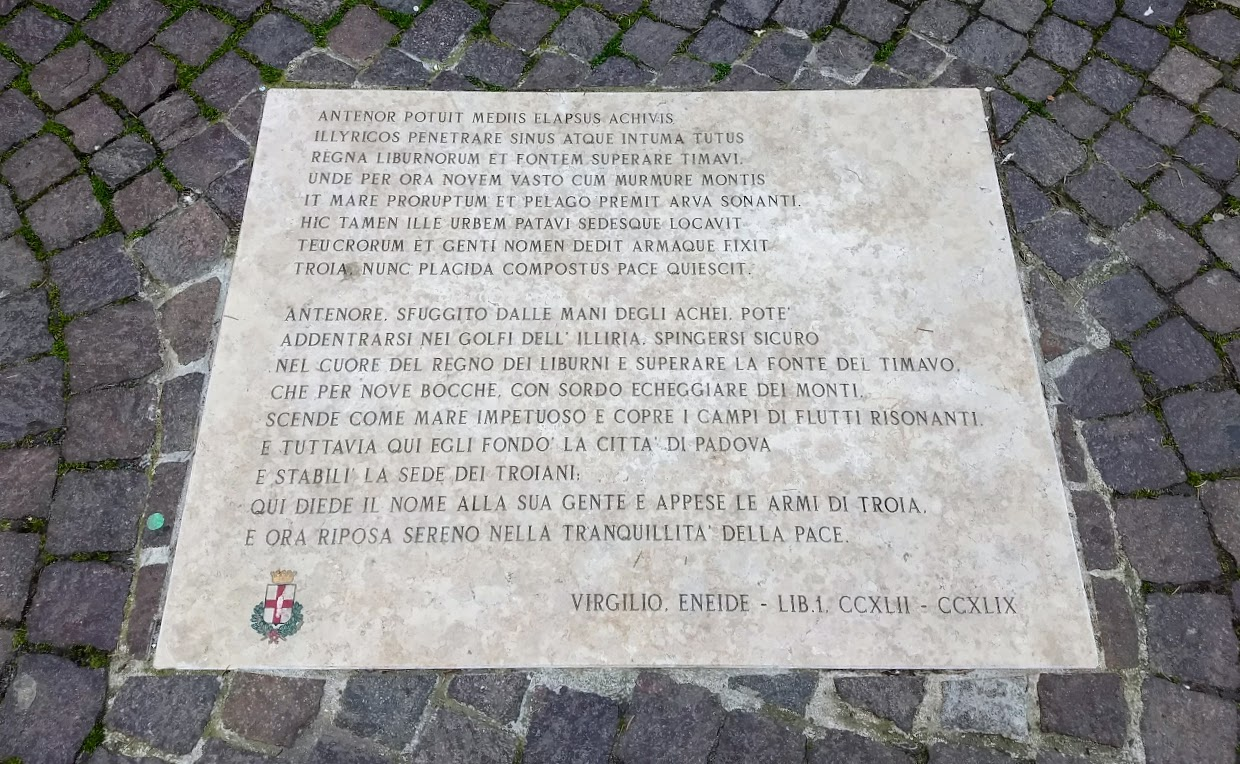
Gedenksteen op de Piazza Antenore: citaat van Vergilius over de held Antenor

De Piazza Antenore is een van de pleinen in het centrum van de stad Padua, in de Noord-Italiaanse regio Veneto. Het plein is genoemd naar Antenor, de mythische Trojaan die Padua stichtte volgens Livius en Vergilius, twee Romeinse schrijvers. Het graf van Antenor bevindt zich midden op het plein.
Aan de Piazza Antenore staat de Prefectuur van de provincie Padua; het paleis van de prefectuur wordt Palazzo Santo Stefano genoemd. 

## Historiek
Het plein in haar huidige vorm dateert van 1937. Tevoren nam de San Lorenzokerk met het graf van Lovato Lovati een deel van het plein in; de kerkmuren kwamen tot tegen het graf van Antenor. De oorsprong van de Piazza Antenore gaat terug tot de Romeinse Tijd.
Aan het plein loopt de straat Via San Francesco in oost-west richting. Noord-zuid lopen twee andere straten: noordwaarts de Riviera dei Ponti Romani en zuidwaarts de Riviera Tito Livio. Zoals deze namen aanduiden, waren deze straten vroeger een rivier. De rivier was bevaarbaar. De naam was Medoacus en heeft over de eeuwen een nieuwe bedding gevonden als de rivier Brenta. Tot de middeleeuwen liep de rivier noord-zuid door de stad. Deze rivier aan de Piazza Antenore zorgde voor een aanvoermogelijkheid van goederen in de stad. Aan de Piazza Antenore was er een brug over de Medoacus; de naam was San Stefanobrug, genoemd naar de kerk en het benedictinessenklooster op het plein.